# Стоунволл (округ, Техас)
Шаблон:StateAbbr_ 33°11′ пн. ш. 100°15′ зх. д. / 33.18° пн. ш. 100.25° зх. д.
Округ  Стоунволл (англ. Stonewall County) — округ (графство) у штаті  Техас, США. Ідентифікатор округу 48433.

## Історія
Округ утворений 1888 року.

## Демографія
За даними перепису 2000 року загальне населення округу становило 1693 осіб, усе сільське. Серед мешканців округу чоловіків було 802, а жінок — 891. В окрузі було 713 домогосподарства, 493 родин, які мешкали в 936 будинках. Середній розмір родини становив 2,83.
Віковий розподіл населення поданий у таблиці:
| Стать    | До 15 років | 15-21 | 22-29 | 30-39 | 40-49 | 50-65 | 65-85 | Понад 85 |
| -------- | ----------- | ----- | ----- | ----- | ----- | ----- | ----- | -------- |
| Чоловіки | 131         | 94    | 50    | 101   | 118   | 139   | 143   | 26       |
| Жінки    | 156         | 82    | 59    | 86    | 110   | 161   | 181   | 56       |

## Суміжні округи
- Кінг — північ
- Гаскелл — схід
- Джонс — південний схід
- Фішер — південь
- Кент — захід

## Виноски
1. ↑  U.S. Decennial Census. United States Census Bureau. Процитовано 10 травня 2015.
2. ↑  Texas Almanac: Population History of Counties from 1850–2010 (PDF). Texas Almanac. Процитовано 10 травня 2015.
3. ↑  State & County QuickFacts. United States Census Bureau. Архів оригіналу за 18 жовтня 2011. Процитовано 24 грудня 2013. [Архівовано 2011-10-18 у Wayback Machine.](англ.) Наведено за англійською вікіпедією.
4. ↑  American FactFinder. Бюро перепису населення США. Архів оригіналу за 26 лютого 2012. Процитовано 31 січня 2008. [Архівовано 2008-05-21 у Wayback Machine.]

| США | Це незавершена стаття з географії США. Ви можете допомогти проєкту, виправивши або дописавши її. |